# Fábio (ur. 1980)
Fábio Deivson Lopes Maciel (ur. 30 września 1980 w Nobres) – brazylijski piłkarz, występujący na pozycji bramkarza w brazylijskim klubie Fluminense FC. Wieloletni zawodnik Cruzeiro.

## Kariera klubowa
Fábio rozpoczął piłkarską karierę w União Bandeirante Bandeirantes w 1997 roku. Następnym etapem jego kariery było Athletico Paranaense, po czym przeszedł do Cruzeiro EC. We wszystkich tych klubach pełnił role rezerwowego i nie zdołał zagrać w żadnym meczu ligowym. Mimo tego ma na swoim koncie mistrzostwo Stanu Parana – Campeonato Paranaense w 1998 roku.
W 2000 roku przeszedł do CR Vasco da Gama i w tym klubie wypłynął na szerokie wody. Podczas przeszło czterech lat gry w Vasco zdobył z tym klubem mistrzostwo Brazylii 2000, Puchar Brazylii 2000, Copa Mercosur 2000 oraz mistrzostwo stanu Rio de Janeiro – Campeonato Carioca w 2003 roku.
W 2005 ponownie został zawodnikiem Cruzeiro EC, w którym występuje do chwili obecnej, mimo licznych spekulacji dotyczących jego transferu do Europy. Z klubem z Belo Horizonte Fabio trzykrotnie zdobył mistrzostwo stanu Minas Gerais – Campeonato Mineiro w 2006, 2008, 2009. W 2009 dotarł z Cruzeiro do finału rozgrywek Copa Libertadores, w którym Cruzeiro uległo argentyńskiemu Estudiantes La Plata. Fabio wystąpił w obu meczach finałowych.
19 sierpnia 2025 r. rozegrał swój 1391. mecz w zawodowej reprezentacji w wygranym 2:0 meczu z América Cali w ramach Copa Sudamericana 2025, bijąc tym samym rekord świata należący wcześniej do Petera Shiltona.

## Kariera reprezentacyjna
Fábio za sobą powołania do reprezentacji Brazylii. W 2003 roku był członkiem kadry canarinhos na Puchar Konfederacji. Rok później był członkiem kadry na Copa America 2004. Brazylia wygrała cały turniej, Fabio ma dzięki temu na koncie tytuł mistrza Ameryki Południowej.
Mimo tych powołań Fabio do chwili obecnej nie zdołał zadebiutować w barwach canarinhos.

## Osiągnięcia

### Klubowe
Vasco da Gama
- Mistrzostwo Brazylii: 2000

Cruzeiro EC
- Mistrzostwo Brazylii: 2013, 2014
- Zdobywca Pucharu Brazylii: 2017, 2018